# گیلانشاه ابروسفید هادسونی
گیلانشاه ابرویسفید هادسونی (نام علمی: Numenius hudsonicus) از تیرهٔ بزرگ آبچلیکان (Scolopacidae) است. این یکی از گسترده‌ترین گیلانشاه‌های نوک‌خمیده است که در بیشتر مناطق زیرقطبی آمریکای شمالی زادآوری می‌کند. این گونه و گیلانشاه ابروسفید به‌تازگی بر اساس تفاوت‌های ژنتیکی و ریخت‌شناسی قابل توجه تقسیم شده‌اند.
گیلانشاه ابروسفید پرنده‌ای مهاجر است که در سواحل جنوب آمریکای شمالی و آمریکای جنوبی زمستان‌گذرانی می‌کند. این پرنده در هنگام مهاجرت نیز جزء پرندگان ساحلی است. در خارج از فصل زادآوری نسبتاً پرجمعیت است.
در جنگل‌های حرای کلمبیا، مکان‌های استراحت گروهی در مجاورت مناطق تغذیه و دور از منابع احتمالی شکارگران سرزمین اصلی قرار دارند، اما نه دور از مناطق آشفته انسانی.